# Глібовицький Євген Мирославович
Євген Глібов́ицький (15 липня 1975 р., Львів) — український журналіст, громадський діяч, медіаексперт, директор Інституту фронтиру.
Досліджує цінності та є учасником Несторівської експертної групи (візія для України 2025), Унівської експертної групи (візія для Львова 2025), дніпровської групи DYC (Develop Your City) (стратегія 2030), ініціатором та експертом групи із розробки стратегії для Киргизстану. Член Наглядової ради Національної суспільної телерадіокомпанії України. Є викладачем програм із комунікацій для медіа, бізнесу та неприбуткових організацій, автор популярних навчальних розробок із PR та медійних комунікацій[джерело?]. Експерт школи публічного управління УКУ. У 2024 році увійшов до списку 30 лідерів думок сучасної України, чиї тексти, оцінки та інтерв’ю формують настрої еліти і влади за версією видання NV

## Біографія
Народився та виріс у Львові. Батько грав на гобої, був солістом Львівської опери, мати — інженер-хімік. Середню школу закінчив у місті Мілвокі в американському штаті Вісконсин. У 2000 році отримав диплом Києво-Могилянської академії за спеціальністю «політологія». Також вивчав правознавство у Львівському університеті імені Франка й філософію в Блаффтонському університеті, США.

### Журналістика та управління бізнесом в медіа
Попередня кар'єра Євгена Глібовицького стосувалася журналістики та управління бізнесом в медіа. Був штатним працівником великих українських медіа (Студія 1+1, до того «Перший національний» та «Киевские Ведомости», на початку кар'єри «Post-Поступ» і радіо «Промінь»), працював з провідними медіа як всередині країни, так і за її межами («Дзеркало тижня», «Ukrainian Weekly», радіо «Эхо Москвы») працював локальним співпродюсером для американських телеканалів CBS та PBS, BBC).
Як журналіст, має досвід роботи в «гарячих точках» (зони військових дій та надзвичайних ситуацій) (Югославія, 1999) та в кризових умовах (закарпатські повені 1998–1999; події після терактів 11 вересня в Нью-Йорку і Вашингтоні, 2001; країни Близького Сходу, 2002; справа Ґонґадзе та політична криза 2001–2002). З 2002 по 2003 рік разом з Романом Скрипіним та Андрієм Шевченком був співрозробником концепції «5 каналу». У 2002 році відмовився працювати в новинах на 1+1 через цензуру. Був засновником і, зрештою, головою Київської незалежної медіа-профспілки, яка зіграла ключову роль у забороні політичної цензури в українських медіа в 2003–2004 роках.

### Стратегічний консалтинг та комунікації
У 2007 році Євген Глібовицький заснував компанію зі стратегічного консультування та маркетингу pro.mova, яка працює в Україні, на Кавказі та в Центральній Азії. Клієнтами компанії є бізнеси, громадські та міжнародні організації, реформаторські уряди країн колишнього СРСР.